# Brian Boitano
Brian Anthony Boitano (Mountain View, Califórnia, 22 de outubro de 1963) é um ex-patinador artístico norte-americano. Ele foi campeão olímpico em 1988. Ele se retirou das competições em 1988, porém, retornou as disputas em 1993, e se retirando definitivamente em 1994.

## Principais resultados
| Resultados                                            | Resultados        | Resultados        | Resultados        | Resultados      | Resultados        | Resultados        | Resultados       | Resultados       | Resultados       | Resultados       | Resultados      | Resultados    | Resultados       |
| Internacional                                         | Internacional     | Internacional     | Internacional     | Internacional   | Internacional     | Internacional     | Internacional    | Internacional    | Internacional    | Internacional    | Internacional   | Internacional | Internacional    |
| Evento/Temporada                                      | 1977– 1978        |                   | 1979– 1980        |                 | 1981– 1982        | 1982– 1983        | 1983– 1984       | 1984– 1985       | 1985– 1986       | 1986– 1987       | 1987– 1988      |               | 1993– 1994       |
| ----------------------------------------------------- | ----------------- | ----------------- | ----------------- | --------------- | ----------------- | ----------------- | ---------------- | ---------------- | ---------------- | ---------------- | --------------- | ------------- | ---------------- |
| Jogos Olímpicos                                       |                   |                   |                   |                 | 5.º               |                   |                  |                  | Medalha de ouro  | 6.º              |                 |               |                  |
| Campeonato Mundial                                    |                   |                   |                   | 7.º             | 6.º               | Medalha de bronze | Medalha de ouro  | Medalha de prata | Medalha de ouro  |                  |                 |               |                  |
| Grand Prix St. Gervais                                |                   | Medalha de bronze |                   |                 |                   |                   |                  |                  |                  |                  |                 |               |                  |
| Nebelhorn Trophy                                      |                   | Medalha de bronze |                   |                 |                   |                   |                  |                  |                  |                  |                 |               |                  |
| NHK Trophy                                            |                   |                   |                   |                 |                   | Medalha de bronze | Medalha de ouro  |                  |                  |                  |                 |               |                  |
| Skate America                                         |                   |                   | Medalha de bronze |                 | Medalha de ouro   |                   | Medalha de prata | Medalha de ouro  |                  | Medalha de prata |                 |               |                  |
| Skate Canada International                            |                   |                   |                   | Medalha de ouro |                   |                   |                  |                  | Medalha de prata |                  |                 |               |                  |
| Internacional – Júnior                                |                   |                   |                   |                 |                   |                   |                  |                  |                  |                  |                 |               |                  |
| Campeonato Mundial Júnior                             | Medalha de bronze |                   |                   |                 |                   |                   |                  |                  |                  |                  |                 |               |                  |
| Nacional– Júnior                                      |                   |                   |                   |                 |                   |                   |                  |                  |                  |                  |                 |               |                  |
| Campeonato dos Estados Unidos                         |                   |                   |                   |                 | Medalha de peltre | Medalha de prata  | Medalha de prata | Medalha de ouro  | Medalha de ouro  | Medalha de ouro  | Medalha de ouro |               | Medalha de prata |
|                                                       |                   |                   |                   |                 |                   |                   |                  |                  |                  |                  |                 |               |                  |
| Legenda: Competição não foi disputada nesta temporada |                   |                   |                   |                 |                   |                   |                  |                  |                  |                  |                 |               |                  |